# James Melton (monteur)
James Melton est un monteur vidéo et monteur son américain ayant travaillé, principalement pour les studios Disney.

## Filmographie
- 1973 : Robin des Bois
- 1977 : Les Aventures de Winnie l'ourson
- 1977 : Peter et Elliott le dragon
- 1977 : Les Aventures de Bernard et Bianca
- 1978 : Le Petit Âne de Bethléem
- 1981 : Rox et Rouky
- 1983 : Le Noël de Mickey
- 1985 : Taram et le Chaudron magique
- 1986 : Basil, détective privé
- 1988 : Oliver et Compagnie
- 1994 : Le Roi Lion
- 1995 : Pocahontas, Une légende indienne
- 1996 : Le bossu de Notre-Dame
- 1997 : Hercule
- 1998 : Mulan
- 1999 : Tarzan